# Grúa de grabación
La grúa de grabación, grúa de cámara o simplemente grúa, refiriéndonos al mundo audiovisual, es un dispositivo o soporte que se emplea en las producciones audiovisuales, tanto en cine como televisión, para mover la cámara en el espacio.
Se pueden utilizar tanto en exteriores como interiores, ya sean programas grabados en plató, retransmisiones deportivas, musicales o cualquier producción que requiera su uso.  
Así mismo podemos distinguir su estudio dependiendo de sus características técnicas centrándonos en su tamaño: 
- Las extensibles o telescópicas, que pueden ser reguladas en longitud mediante un control remoto regulado por contrapesos. La grúa telescópica más usada y conocida es el modelo Technocrane.

- Las fijas, que sólo pueden ser regulables durante su montaje, y no durante la grabación

## Historia

### Aparición en el cine

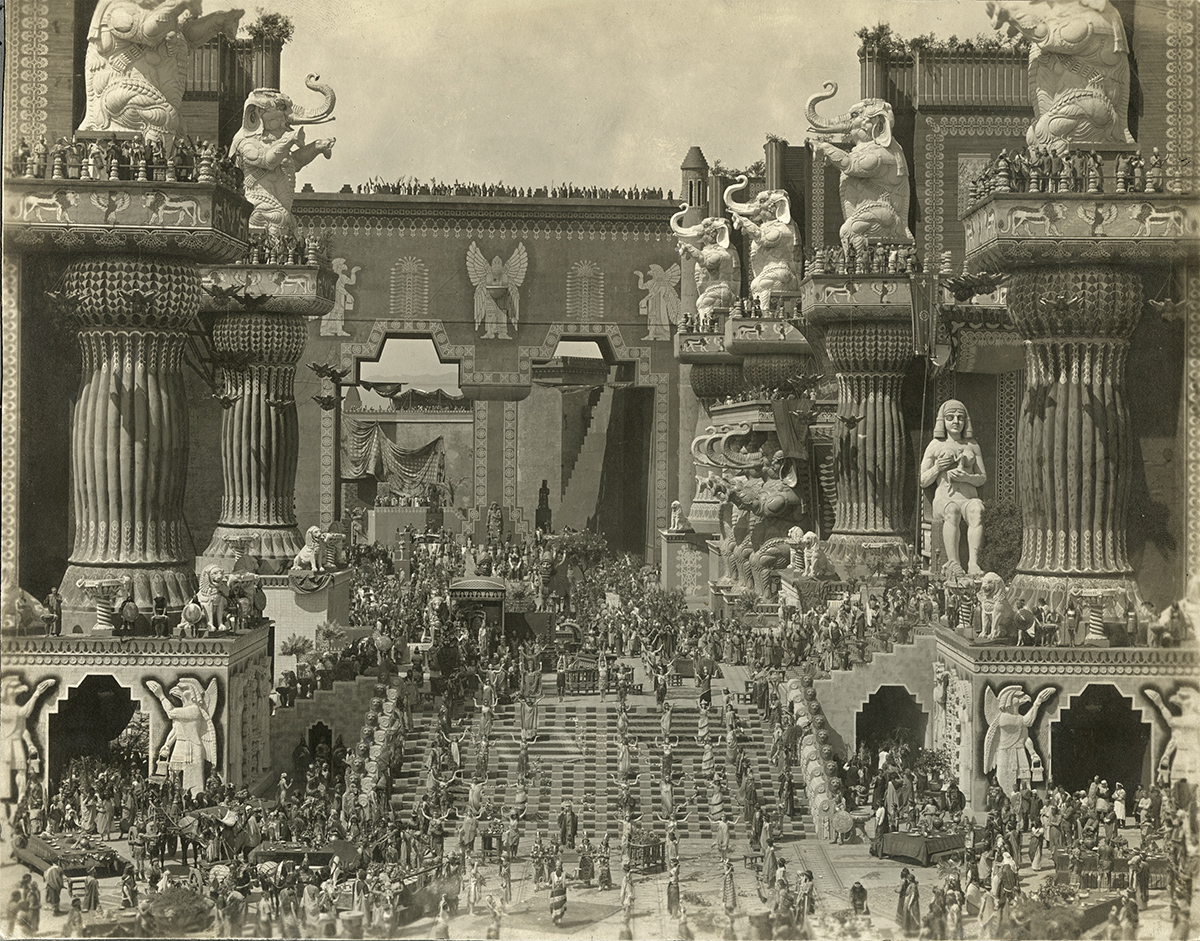
Escena de Intolerance (1916) filmada con una grúa de grabación.

Las primeras escenas filmadas mediante una "grúa de grabación" se encuentran en el reconocido filme épico Intolerance: Love's Struggle Throughout the Ages (Intolerancia, 1916) de David Wark Griffith. El dispositivo usado en ese rodaje era muy limitado. Concretamente, Griffith uso un dispositivo situado dentro de una torre que se movía gracias a unos raíles. Dentro de la torre había un ascensor que ofrecía la posibilidad de realizar, en una misma toma, diferentes puntos de vista dependiendo de la altura. Como ya he dicho, estos primeros dispositivos (desde Intolerance hasta la década de los 40) no eran tan funcionales como los contemporáneos y los movimientos que eran capaces de hacer dependían de como se hubiesen fabricado.
Más tarde, en la década de los 50, se empezaron a producir las primeras grúas de grabación que ofrecían plena libertad de movimiento y eran más funcionales. La empresa que estuvo al mando de esta producción fue Chapman Studio Equipment, una compañía especializada en equipamiento fotográfico originada en 1945 (actualmente sigue funcionando bajo el nombre de Chapman-Leonard Studio Equipment, Inc.). Las primeras producciones que usaron el avanzado dispositivo de la compañía americana fueron dos filmes de Cecil B. De Mille: The Greatest Show On Earth (El espectáculo más asombroso del mundo, 1952) y la aclamada The Ten Commandments (Los Diez Mandamientos, 1956). El uso del nuevo dispositivo en estos filmes demostró su funcionalidad y cualidad.

## Enlaces externos

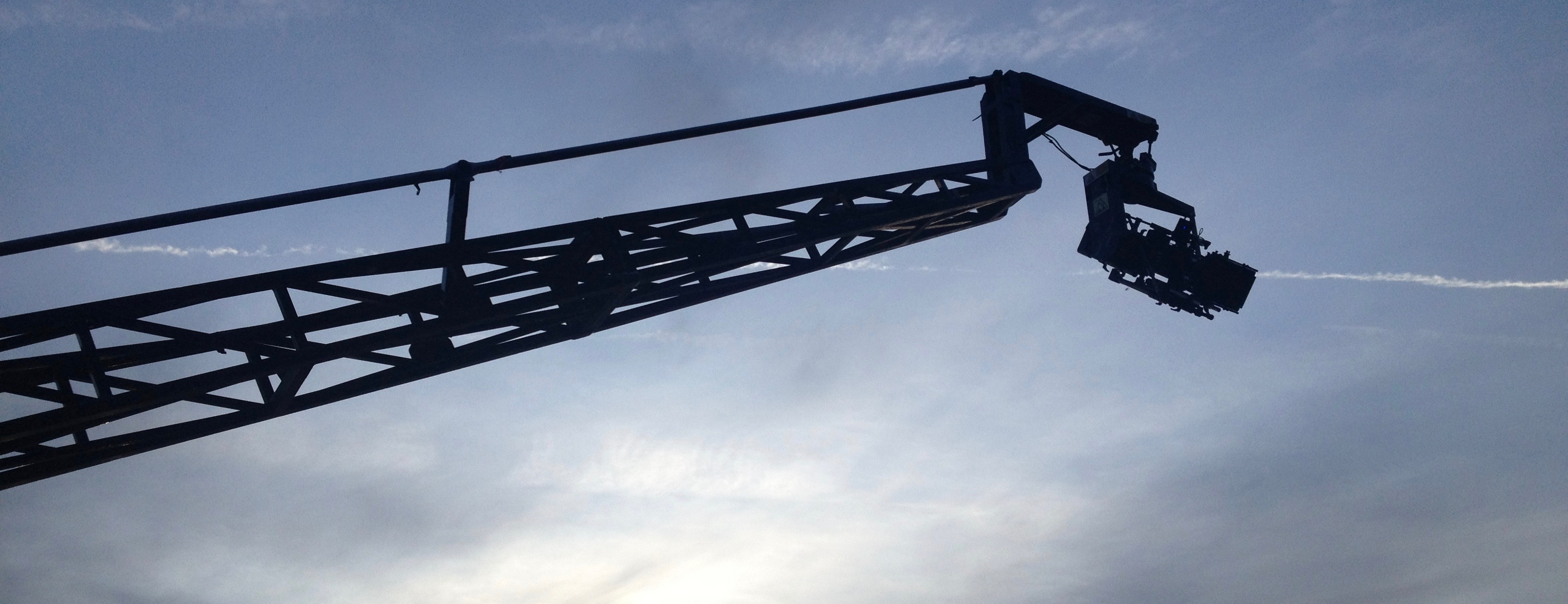
Grúa fija de 7 metros Egripment, con cabeza caliente a tres ejes Scorpio Mini durante un rodaje en exteriores.

### Aparición en la TV
En el ámbito televisivo, la incorporación de la grúa de grabación producida por Chapman Studio Equipment fue simultánea a la del cine. Durante los años 40 y 50, eran muy populares los programas musicales y de baile entre el público. Las cadenas televisivas vieron que el hecho de poder colocar una cámara encima de una grúa les ofrecía una variedad mucho más amplia de puntos de vista en las retransmisiones. Fue entonces cuando la empresa Chapman Studio Equipment pasó a ser el principal suministrador de este tipo de equipamiento audiovisual, quitando el puesto a otras compañías como, por ejemplo, Houston Fearless 76.